# 파드라그 해링턴
파드라그 해링턴(아일랜드어: Pádraig 영어: Harrington: 1971년 8월 31일- )는 아일랜드의 골프 선수이다. 2007년과 2008년 디 오픈 챔피언십에서 우승하였다.